# Рибмонский договор (880)

Каролингская Европа после Рибмонского договора
Итальянское королевство
Восточно-Франкское королевство
Западно-Франкское королевство
Королевство Верхняя Бургундия
Королевство Нижняя Бургундия

Рибмо́нский догово́р (фр. Traité de Ribemont) — договор, подписанный в феврале 880 года в городе Рибмон между королём Восточно-Франкского государства Людовиком III Младшим и королями Западно-Франкского государства, братьями Людовиком III и Карломаном II.
После смерти 10 апреля 879 года короля Западно-Франкского государства Людовика II Заики часть франкской знати во главе с Гуго Аббатом и графом Тьерри Казначеем провозгласила наследниками умершего монарха его сыновей Людовика III и Карломана II. Одновременно другая группа франкских аристократов, возглавляемая королевским канцлером Гозленом и графом Парижа Конрадом Чёрным, пригласила занять престол короля Восточно-Франкского государства Людовика III Младшего. Людовик, на действия которого значительное влияние оказывала его супруга Лиутгарда Саксонская, с войском вторгся в пределы королевства западных франков и дошёл до Вердена, куда к нему прибыло посольство от Гуго Аббата во главе с епископом Орлеана Готье. Послы от имени сыновей Людовика II Заики, готовившихся к походу против поднявшего мятеж и принявшего королевский титул Бозона Вьеннского, предложили королю восточных франков в обмен на отказ от притязаний на трон Западно-Франкского королевства ту часть Лотарингии, которая в 870 году по Мерсенскому договору перешла к королю Карлу II Лысому. Людовик III Младший дал согласие на это предложение и вернулся в свою столицу Франкфурт, а сыновья Людовика II были возведены на престол их отца.
В начале 880 года по новому приглашению Гозлена и Конрада Чёрного король Людовик III Младший снова вторгся в Западно-Франкское королевство и дошёл до Рибмона. Здесь, видя готовность большей части западно-франкской знати защищать права сыновей Людовика Заики, король восточных франков вступил с королями Людовиком и Карломаном в переговоры и в феврале заключил с ними мирный договор, окончательно передававший ему всю территорию Лотарингии. Согласно Рибмонскому договору, к владениям Людовика Младшего были присоединены земли Западной Лотарингии с такими крупными городами, как Льеж, Верден, Утрехт и Камбре. Граница между двумя франкскими государствами отодвинулась далеко на запад — с Мааса до Шельды — и почти неизменяемой просуществовала до Позднего Средневековья. После заключения этого соглашения, одним из условий которого было примирение сыновей Людовика Заики с Гозленом и Конрадом Чёрным, Людовик III Младший возвратился в своё королевство, на обратном пути в сражении при Тимеоне разбив большое войско викингов.